# Factor de necroză tumorală
Factorul de necroză tumorală (TNF, cașexină sau cașectină; adesea numit factor de necroză tumorală alfa sau TNF-α) este o adipokină și o citokină. TNF este un membru al superfamiliei TNF, care constă din diferite proteine transmembranare cu un domeniu TNF omolog.
În calitate de adipokină, TNF promovează rezistența la insulină și este asociat cu diabetul de tip 2 indus de obezitate. În calitate de citokină, TNF este utilizat de sistemul imunitar pentru semnalizarea celulară. Când macrofagele detectează un factor inflamator, ele eliberează TNF pentru a alerta alte celule ale sistemului imunitar, ca parte a răspunsului inflamator. 
Semnalizarea TNF are loc prin doi receptori: TNFR1⁠(d) și TNFR2⁠(d).  În timp ce TNFR1 este exprimat constitutiv pe majoritatea tipurilor de celule, TNFR2 este limitat în principal la celulele endoteliale, epiteliale și subseturi de celule ale sistemului imunitar.   Semnalizarea TNFR1 tinde să fie proinflamatoare și apoptotică, în timp ce semnalizarea TNFR2 are caracter antiinflamator și promovează proliferarea celulară și vindecare postinflamație.   Suprimarea semnalizării TNFR1 este importantă în tratamentul bolilor autoimune.
TNF-a există în formă transmembranară (mTNF-a) și în formă solubilă (sTNF-a). sTNF-a rezultă din scindarea enzimatică a formei transmembranare mTNF-a.  mTNF-α se găsește în principal pe monocite și macrofage, putând interacționa cu receptorii transmembranari aferenți, prin contact intercelular.  sTNF-α se leagă selectiv exclusiv de TNFR1, în timp ce mTNF-α se leagă atât de TNFR1, cât și de TNFR2.  Legarea de TNFR1 este ireversibilă, în timp ce legarea de TNFR2 este reversibilă. 
Rolul principal al TNF este în reglarea celulelor imune. TNF este un pirogen endogen, capabil să inducă febră, apoptoză, cașexie și inflamație, să inhibe tumorigeneza și replicarea virală, și să determine sepsis prin activarea celulele producătoare de IL-1 și IL-6. Dereglarea producției de TNF a fost implicată într-o varietate de boli umane, inclusiv boala Alzheimer,  cancer,  depresie majoră,  psoriazis  și boala inflamatorie intestinală (IBD).  Deși controversate, unele studii au legat depresia și boala inflamatorie intestinală de nivelurile crescute de TNF.  
Sub denumirea de tasonermin, TNF este utilizat ca medicament imunostimulant în tratamentul anumitor tipuri de cancer. Medicamentele care inhibă acțiunea TNF sunt utilizate în tratamentul diferitelor boli inflamatorii, de exemplu artrita reumatoidă.
Anumite tipuri de cancer pot cauza supraproducție de TNF. Unele efecte ale TNF sunt paralele cu ale parathormonului, atât în ceea ce privește cauzarea de hipercalcemie secundară, cât și ca indicator în cancerele cu care este asociată producția lui excesivă.

## Descoperire
Teoria unui răspuns antitumoral al sistemului imunitar in vivo a fost propusă de medicul William B. Coley. În 1968, Gale A Granger de la Universitatea din California, Irvine, a raportat un factor citotoxic produs de limfocite, numindu-l limfotoxină (LT).  Creditul pentru această descoperire este împărțit cu Nancy H. Ruddle de la Universitatea Yale, care a raportat aceeași activitate într-o serie de articole publicate în aceeași lună.  Ulterior, în 1975, Lloyd J. Old de la Memorial Sloan-Kettering Cancer Center, New York, a raportat încă un factor citotoxic produs de macrofage, pe care l-a numit factor de necroză tumorală (TNF).  Ambii factori au fost descriși ca fiind capabili a ucide celulele L-929 din fibrosarcomul de șoarece. Aceste concepte au fost extinse la bolile sistemice în 1981, când Ian A. Clark, de la Universitatea Națională din Australia, în colaborare cu Elizabeth Carswell, au considerat, înainte de realizarea secvențierii ADN-ului uman, că producția excesivă de TNF cauzează boala malariei și otrăvirea prin endotoxine.  
ADN-urile complementare care codifică LT și TNF au fost clonate în 1984  și s-a dovedit că sunt similare. Legarea TNF la receptorul său, și posibilitatea deplasării acestuia de către LT, au confirmat omologia funcțională dintre cei doi factori. Omologia funcțională a TNF și LT a condus la redenumirea TNF ca TNF-α și LT ca TNF-β. În 1985, Bruce A. Beutler și Anthony Cerami au descoperit că hormonul, care până atunci era denumit "cașectină", inducător de cașexie, era de fapt TNF.  Apoi au identificat TNF ca fiind un mediator al intoxicației letale cu endotoxine. Kevin J. Tracey și Anthony Cerami au descoperit rolul de mediator cheie al TNF în șocul septic letal și au identificat efectele terapeutice ale anticorpilor monoclonali anti-TNF.  
Cercetările din Laboratorul lui Mark Mattson au arătat că TNF poate preveni apoptoza neuronilor printr-un mecanism care implică activarea factorului de transcripție NF-kB care induce expresia enzimelor antioxidante și Bcl-2.  

## Gena
Gena umană pentru TNF a fost clonată în 1985.  Ea se găsește pe cromozomul 6p21.3, se întinde pe aproximativ 3 kilobaze și conține 4 exoni. Ultimul exon este similar cu limfotoxina-alfa (LTA, numită și TNF-β).  Cele trei regiuni netraduse (3’-UTR) ale TNF conțin elemente bogate în AU (i.e. adenină și uridină).

## Structura
TNF este produs sub forma unei proteine transmembranare de tip II, lungă de 233 aminoacizi, dispusă în homotrimeri stabili.   Din această formă integrată în membrană, citokina homotrimerică solubilă (sTNF) este eliberată prin clivaj proteolitic de către enzima de conversie TNF-alfa-metaloprotează (TACE, numită și ADAM17).  Fiind solubilă, și având o greutate de 51 kDa, sTNF trimerică tinde să se disocieze la concentrații sub nivelul nanomolar, pierzându-și astfel bioactivitatea. Există și o formă secretată de TNF uman, care are formă de piramidă cu baza triunghiulară, cântărind aproximativ 17 kDa. Ambele forme (transmembranară și secretată) sunt biologic active, deși funcțiile specifice ale fiecăreia sunt controversate. Dar, ambele forme au activități biologice suprapuse și distincte. 

## Semnalizarea celulară
TNF se poate lega de doi receptori: TNFR1 (receptor TNF tip 1; CD120a; p55/60) și TNFR2 (receptor TNF tip 2; CD120b; p75/80). TNFR1 are 55 kDa și TNFR2 are 75 kDa.  TNFR1 este exprimat în majoritatea țesuturilor și poate fi activat de homotrimerii TNF (i.e. TNF transmembranar și TNF solubil) și de limfotoxina-alfa, în timp ce TNFR2 se găsește în mod obișnuit în celule ale sistemului imunitar și este activat de TNF transmembranar. Deoarece majoritatea informațiilor referitoare la efectele TNF au fost obținute din interacțiunea acestuia cu TNFR1, rolul TNFR2 este probabil subestimat. Se presupune că deoarece TNFR2 nu are domeniu cu caracter necrotic, prezintă proprietăți neuroprotectoare. 

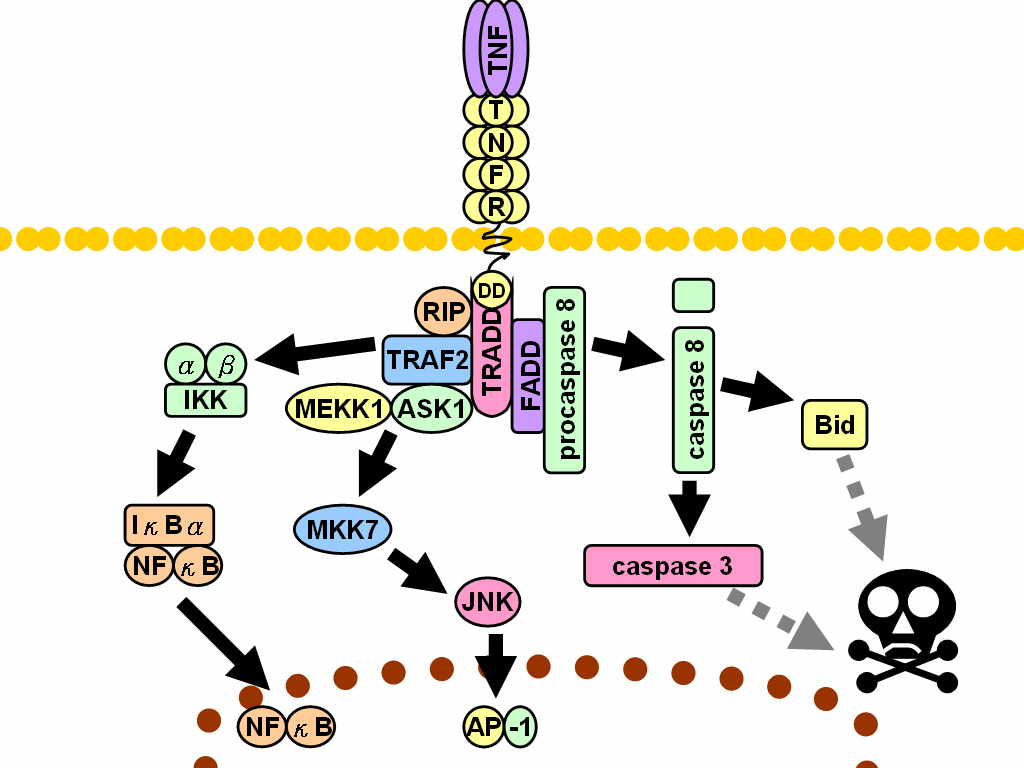
Calea de semnalizare a TNFR1 (receptorului de tip 1 al factorului necrotic tumoral). Liniile gri întrerupte reprezintă existența mai multor pași intermediari, care nu sunt redați în grafic.

La contactul cu ligandul lor, vârfurile receptorilor TNF se dispun în canelurile formate între monomerii TNF. Această legare determină o schimbare conformațională a receptorului, ducând la disocierea proteinei inhibitoare SODD de domeniul morții celulare. Această disociere permite proteinei adaptoare TRADD să se lege de domeniul morții celulare, servind drept platformă pentru legarea ulterioară a altor proteine. După legarea TRADD, pot fi inițiate trei căi:  
- Activarea NF-kB (i.e. factor nuclear amplificator-de-lanț-ușor-kappa al celulelor activate B): TRADD recrutează TRAF2 și RIP. TRAF2, la rândul său, recrutează protein kinaza multicomponentă IKK, permițând serin-treonin kinazei RIP să o activeze. O proteină inhibitoare, IkBα, care se leagă în mod normal la NF-kB și inhibă translocarea acesteia, este fosforilată de IKK și ulterior degradată, eliberând NF-kB. NF-kB este un factor de transcripție heterodimeric, ce ajunge în nucleu și mediază transcrierea unei game largi de proteine implicate în supraviețuirea și proliferarea celulară, răspunsul inflamator și activitatea antiapoptotică.
- Activarea căilor MAPK (i.e. protein kinazei activate mitogenic): Dintre cele trei cascade MAPK majore, TNF induce o activare puternică a grupului JNK, care răspunde la factorii de stres, evocă un răspuns moderat al p38-MAPK și este responsabil pentru activarea minimă a kinazelor reglate de semnale extracelulare ERK. TRAF2/Rac activează kinazele MLK2/MLK3, [37] TAK1, MEKK1 și ASK1 (fie direct, fie prin GCKs și Trx) care activează în amonte kinazele JNK. Axa SRC-Vav-Rac activează MLK2/MLK3, iar aceste kinaze fosforilează MKK7, care apoi activează JNK. JNK se translocă în nucleu și activează factori de transcripție, precum c-Jun și ATF2. Calea JNK este implicată în diferențierea, proliferarea celulelor și este, în general, proapoptotică.
- Inducerea semnalizării morții celulare: La fel ca toți membrii superfamiliei TNFR care conțin domeniul morții celulare, TNFR1 este implicat în semnalizarea morții celulare. [38] Cu toate acestea, moartea celulară indusă de TNF joacă doar un rol minor în comparație cu funcțiile sale din procesul inflamator. Capacitatea sa de inducere a morții celulare este slabă în comparație cu alți membri ai familiei (precum Fas) și adesea mascată de efectele antiapoptotice ale NF-kB. Cu toate acestea, TRADD leagă FADD, care apoi recrutează caspaza-8 cistein-proteaza. O concentrație mare de caspază-8 induce activarea sa autoproteolitică și scindarea ulterioară a caspazelor efectoare, care vor cauza apoptoza celulară.

Miriada de efecte, adesea conflictuale, mediate de căile de mai sus, indică existența unui feedback încrucișat extins. Spre exemplu, NF-kB promovează transcripția C-FLIP, Bcl-2 și cIAP1/cIAP2, proteine inhibitoare care interferează cu semnalizarea morții celulare. Pe de altă parte, caspazele activate scindează mai multe componente ale căii NF-kB, inclusiv RIP, IKK și chiar subunități ale NF-kB. Anumiți factori, cum ar fi tipul de celule, stimularea concurentă a citokinelor sau cantitatea de specii reactive de oxigen (ROS) pot schimba echilibrul în favoarea stimulării sau inhibării morții celulare.  Astfel de semnale complexe permit ca, ori de câte ori este eliberat TNF, o multitudine de celule cu funcții și condiții foarte diverse să poată răspunde în mod corespunzător la procesul de inflamație, asigurând o modulație fină. 
Există, de asemenea, dovezi că semnalizarea TNF-α declanșează modificări epigenetice în aval care au ca rezultat îmbunătățirea de durată a răspunsurilor proinflamatorii în celule.    

## Reglarea enzimatică
Datorită proprietăților sale de morfeină, TNF-α se poate autoregla alosteric. 

## Semnificație clinică
TNF este produs în principal de macrofage,  dar și de o alte tipuri de celule, precum: celule limfoide, mastocite, celule endoteliale, miocite cardiace, adipocite, fibroblaste și neuroni.  Cantități mari de TNF sunt eliberate ca răspuns la produsele bacteriene (în special la lipopolizaharide) și la interleukină-1 (IL-1). În piele, mastocitele par a fi sursa predominantă de TNF pre-format, care poate fi eliberat la stimulul inflamator. 
Are o serie de acțiuni asupra diferitelor sisteme de organe, în general împreună cu IL-1 și interleukina-6 (IL-6):
- La nivelul hipotalamusului:
  - Acțiune asupra axei hipotalamo-hipofizo-suprarenale prin stimularea eliberării hormonului de eliberare a corticotropinei (CRH) de la nivelul hipotalamusului
  - Suprimarea apetitului
  - Febră
- La nivelul ficatului: 
  - Stimularea răspunsului de fază acută, creșterea concentrației proteinei C reactive și a unui număr de alți mediatori.
  - Crește rezistența la insulină prin promovarea fosforilării serinei substratului receptorului de insulină-1 (IRS-1), care inactivează IRS-1 și inhibă acțiunea anabolică a insulinei
- La nivelul neuronilor: TNF protejează împotriva excitotoxicității[26], consolidează sinapsele[2] și promovează supraviețuirea neuronilor. Aceasta se întâmplă în contrast cu rolul pe care-l are în microglii, unde poate induce apoptoza.[26]
- Chemoatractant puternic pentru neutrofile. Prin activarea endotelială, crește expresia moleculelor endoteliale de adeziune (selectine și integrine), la care vor adera neutrofilele care migrează ulterior spre locul inflamației.
- La nivelul macrofagelor: stimulează fagocitoza, producția de oxidanți IL-1 și de prostaglandină E2 (PGE2)
- La nivelul altor țesuturi: crește rezistența la insulină, blocând transducția semnalului prin fosforilarea IRS-1.
- Alte efecte: reglează percepția gustului amar. [47]

Creșterea locală a concentrației de TNF determină apariția semnelor cardinale ale inflamației: căldură, umflare, roșeață, durere și pierderea funcției.
În timp ce concentrațiile mari de TNF induc simptome asemănătoare șocului, expunerea prelungită la concentrații scăzute de TNF poate duce la cașexie, un sindrom al epuizării. Aceasta se poate întâmpla, de exemplu, la pacienții cu cancer.
Un studiu efectuat de Pedersen et al. sugerează că creșterea TNF ca răspuns la sepsis este inhibată de producția de miokine stimulată de efort. Pentru a observa dacă efortul fizic produce un răspuns antiinflamator semnificativ, s-a creat un model de inflamație superficială, administrându-se o doză mică de endotoxină de E.coli voluntarilor sănătoși, care au fost randomizați fie să se odihnească, fie să facă exerciții fizice înainte de administrarea endotoxinei. La subiecții care s-au odihnit, endotoxina a indus o creștere de 2 până la 3 ori a nivelurilor circulante de TNF. În schimb, atunci când subiecții au efectuat 3 ore de ciclism (monitorizat cu ergometrul), primind 2,5 ore mai târziu bolus doza de endotoxină, răspunsul TNF a lipsit.  Acest studiu oferă unele dovezi că exercițiul fizic poate inhiba producția de TNF. 

Concentrațiile de TNF-α și IL-6 sunt crescute în obezitate.   Anticorpul monoclonal împotriva TNF-α este asociat cu creșteri, mai degrabă decât scăderi, ale obezității, demonstrând că inflamația este rezultatul, nu cauza, obezității.  TNF și IL-6 sunt cele mai importante citokine în prezicerea severității infectării cu virusul SARS-CoV-2. 

## Farmacologie
TNF promovează răspunsul inflamator, care, la rândul său, provoacă multe dintre problemele clinice asociate cu tulburările autoimune, cum ar fi: artrita reumatoidă, spondilita anchilozantă, boala inflamatorie intestinală, psoriazisul, hidradenita supurativă și astmul sever refractar. Aceste tulburări sunt uneori tratate prin utilizarea unui inhibitor de TNF. Această inhibare poate fi realizată prin intermediul anticorpilor monoclonali, cum ar fi infliximab (Remicade), care se leagă direct de TNF, adalimumab (Humira), certolizumab pegol (Cimzia) sau cu o proteină de fuziune a receptorului care funcționează după principiul inhibiției competitive, cum ar fi etanercept (Enbrel), care are o afinitate mai mare pentru TNF decât are TNFR. 
Pe de altă parte, unii pacienți tratați cu inhibitori de TNF dezvoltă o agravare a bolii lor sau un nou debut al autoimunității. TNF pare să aibă și efect imunosupresor. O explicație pentru un posibil mecanism este observația că TNF are un efect pozitiv asupra celulelor T reglatoare (Tregs), datorită legării sale de receptorul 2 al factorului de necroză tumorală (TNFR2). 
Terapia anti-TNF a arătat rezultate modeste în terapia cancerului. Tratamentul carcinomului celular renal cu infliximab a dus la stabilizarea prelungită a bolii la anumiți pacienți. Etanercept a fost testat pentru tratarea pacienților cu cancer de sân și cancer ovarian, unii dintre aceștia prezentând o stabilizare prelungită a bolii, prin infrareglarea IL-6 și CCL2. Pe de altă parte, suplimentarea de infliximab sau etanercept la tratamentul cu gemcitabină pentru tratarea pacienților cu cancer pancreatic avansat, nu a fost asociată cu diferențe de eficacitate față de eșantionul tratat cu placebo. 

## Nomenclatură
Deoarece LT-α nu mai este denumită TNF-β,  TNF-α a devenit identică cu denumirea TNF, așa cum se arată în baza de date HGNC (HUGO Gene Nomenclature Committee). Prin urmare, atunci când se face referire la TNF (factorul necrotic tumoral), se înțelege ceea ce anterior fusese desemnat prin TNF-α.